# Demetriola
Demetriola is een geslacht van kevers uit de familie van de loopkevers (Carabidae). De wetenschappelijke naam van het geslacht is voor het eerst geldig gepubliceerd in 1949 door Jeannel.

## Soorten
Het geslacht Demetriola omvat de volgende soorten:
- Demetriola levis Jeannel, 1949
- Demetriola maculata Facchini & Susini, 2011